# Powiat Mittweida
Powiat Mittweida (niem. Landkreis Mittweida) – były powiat w rejencji Chemnitz, w niemieckim kraju związkowym Saksonia.
Wraz z powiatem Döbeln i Freiberg stworzył powiat Mittelsachsen.
Stolicą powiatu Mittweida była Mittweida.

## Miasta i gminy
(ludność z 31 grudnia 2007)
| Miasta 1. Burgstädt (11.884) 2. Frankenberg/Sa. (16.283) 3. Geringswalde (4.880) 4. Hainichen (9.236) 5. Lunzenau (4.929) 6. Mittweida (16.152) 7. Penig (10.134) 8. Rochlitz (6.481) Wspólnoty administracyjne 1. Wspólnota administracyjna Burgstädt; gminy Burgstädt, Mühlau i Taura 2. Wspólnota administracyjna Mittweida; gmina Altmittweida i Mittweida 3. Wspólnota administracyjna Rochlitz; gminy Königsfeld, Rochlitz, Seelitz i Zettlitz | Gminy 1. Altmittweida (2.081) 2. Claußnitz (3.407) 3. Erlau (3.541) 4. Hartmannsdorf (4.683) 5. Königsfeld (1.703) 6. Königshain-Wiederau (2.905) 7. Kriebstein (2.495) 8. Lichtenau (7.945) 9. Mühlau (2.323) 10. Rossau (3.814) 11. Seelitz (2.016) 12. Striegistal (5.483) 13. Taura (2.611) 14. Wechselburg (2.142) 15. Zettlitz (832) |